# Sharp Dressed Man
Sharp Dressed Man is een nummer van de Amerikaanse rockband ZZ Top. Het is de derde single van hun achtste studioalbum Eliminator uit 1983. In juli dat jaar werd het nummer oorspronkelijk op single uitgebracht in de VS en Canada. In februari 1985 werd het nummer in Europa, Australië en Nieuw-Zeeland op single uitgebracht.

## Achtergrond
In ZZ Tops thuisland de Verenigde Staten en Australië flopte de plaat met een 56e positie in de Billboard Hot 100 en een 66e positie in Australië. Op de Britse eilanden en in het Nederlandse taalgebied werd de plaat wél een grote hit. In Ierland werd de 8e positie behaald en in het Verenigd Koninkrijk de 22e positie in de UK Singles Chart.
In Nederland was de plaat op vrijdag 8 februari 1985 Veronica Alarmschijf op Hilversum 3 en werd een top tien hit in de destijds drie landelijke hitlijsten op de nationale publieke popzender. In zowel de Nederlandse Top 40 als de TROS Top 50 werd de 9e positie bereikt, in de Nationale Hitparade de 8e positie. In de Europese hitlijst op Hilversum 3, de TROS Europarade, werd géén notering behaald.
In België bereikte de plaat de 
13e positie in de voorloper van de Vlaamse Ultratop 50 en de 15e positie in de Vlaamse Radio 2 Top 30. In Wallonië werd géén notering behaald.
Sinds de editie van december 2009 staat de plaat genoteerd in de jaarlijkse NPO Radio 2 Top 2000 van de Nederlandse publieke radiozender NPO Radio 2, met als hoogste notering een 430e positie in 2014.

## NPO Radio 2 Top 2000
| Nummer met noteringen in de NPO Radio 2 Top 2000 | '09 | '10 | '11 | '12 | '13 | '14 | '15 | '16 | '17 | '18 | '19 | '20  | '21 | '22  | '23  | '24  |
| ------------------------------------------------ | --- | --- | --- | --- | --- | --- | --- | --- | --- | --- | --- | ---- | --- | ---- | ---- | ---- |
| Sharp Dressed Man                                | 740 | 675 | 562 | 693 | 544 | 430 | 483 | 613 | 634 | 855 | 844 | 1045 | 887 | 1015 | 1162 | 1069 |

1. ↑  Een vetgedrukt getal geeft de hoogste notering aan.
2. ↑  2009 was het eerste jaar met een notering voor dit nummer.